# Greuth (Castell)

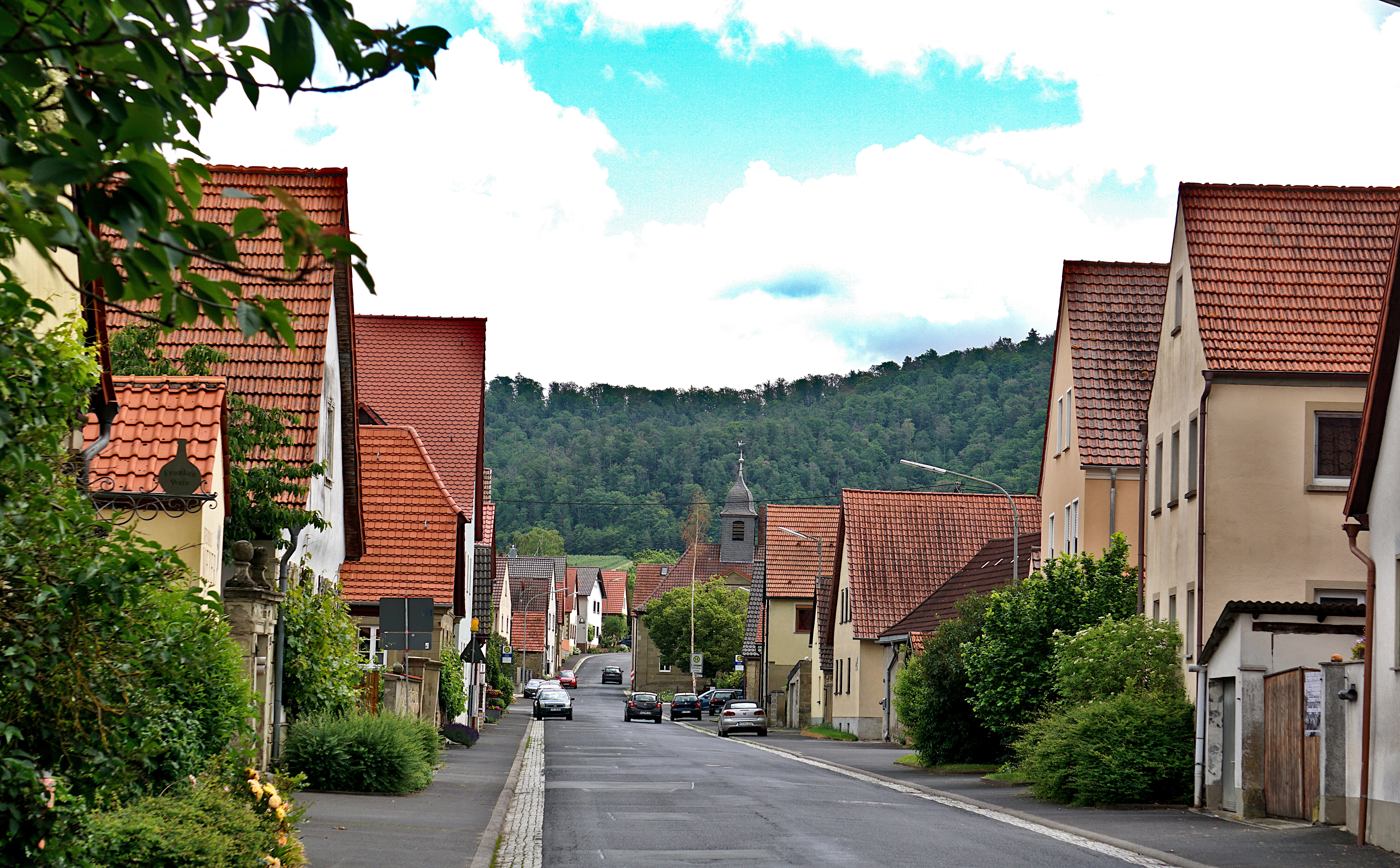
Dorfpartie

Greuth ist ein Ortsteil der Gemeinde Castell im unterfränkischen Landkreis Kitzingen.

## Geografische Lage
Greuth befindet sich im Nordosten des Gemeindegebietes von Castell. Die Nachbargemeinden (im Uhrzeigersinn) sind im Norden Abtswind, im Nordosten der Geiselwinder Ortsteil Rehweiler, im Osten Dürrnbuch, im Südosten schließt sich der Landkreis Neustadt an der Aisch-Bad Windsheim an, im Süden liegt mit Wüstenfelden ein weiterer Casteller Ortsteil. Im Südwesten und Westen befindet sich Castell, im Nordwesten schließt sich Rüdenhausen an. In der Gemarkung von Greuth befindet sich der 457 m hohe Greuther Berg, eine Erhebung des Steigerwalds. An seinen Hängen wird Wein angebaut.
Die nächstgelegenen, größeren Städte sind Kitzingen mit einer Entfernung von etwa 15 Kilometern und Würzburg, mehr als 30 Kilometer entfernt.

## Geschichte
Greuth wurde im Jahr 1265, damals unter dem Namen „Geruthe“, erstmals erwähnt. Der Name, später auch zu „Geruit sita sub castris Kastele“ (Greuth, unterhalb der Burg Castell gelegen) abgewandelt, kennzeichnet das Dorf als Rodungssiedlung. Das Straßendorf hat noch heute seine ursprüngliche Anlage erhalten. Insgesamt bestanden im Mittelalter zwölf Höfe, deren Grundstücke als Streifen bis an die Markungsgrenze verliefen. 
Das Dorf war einer der Orte, die bereits im 11. Jahrhundert zum Besitz der Casteller Grafen gehörte. Im Jahr der ersten Nennung gaben die Grafen das Dorf allerdings dem Hochstift Würzburg zu Lehen, das es wiederum an die Casteller zurückgab. Später kam Greuth wieder als Wittumsgut an die Gräfinnen von Castell. Im Jahr 1408 bestand das Dorf aus 19 Hofgütern. Zwischen 1702 und 1712 erhielt Greuth erstmals ein Schulhaus.
Im 19. Jahrhundert bauten die Greuther vermehrt sogenannte Austragshäuser gegenüber den alten Wohnhäusern, sodass sich das Dorfbild veränderte. Der Zweite Weltkrieg verschonte das abgelegene Steigerwalddorf weitgehend. Im September 1941 überquerte ein Flugzeug die Gemarkung des Ortes. Es warf mehrere Bomben auf die Wiesen und Äcker in der Umgebung. Dabei brannte eine einzeln stehende Feldscheune nieder. Im Jahr 1977 wurde Greuth Teil der Gemeinde Castell.
Die vier öffentlichen Brunnen, die das Dorf mit Wasser vom sogenannten Wolfberg versorgten, hatten bereits im Jahr 1958 ausgedient, als man das Dorf an die Fernwasserversorgung Franken anschloss. Im Zuge der Eingemeindung nach Castell behielt sich die Gemeinde vor, ein Neubaugebiet auszuweisen. Diese Siedlung „Im Kämpfer“ liegt im Osten des alten Dorfes. Die früher gebräuchlichen fortlaufenden Hausnummern wurden 1980 durch Straßennamen ersetzt.

## Kultur und Sehenswürdigkeiten

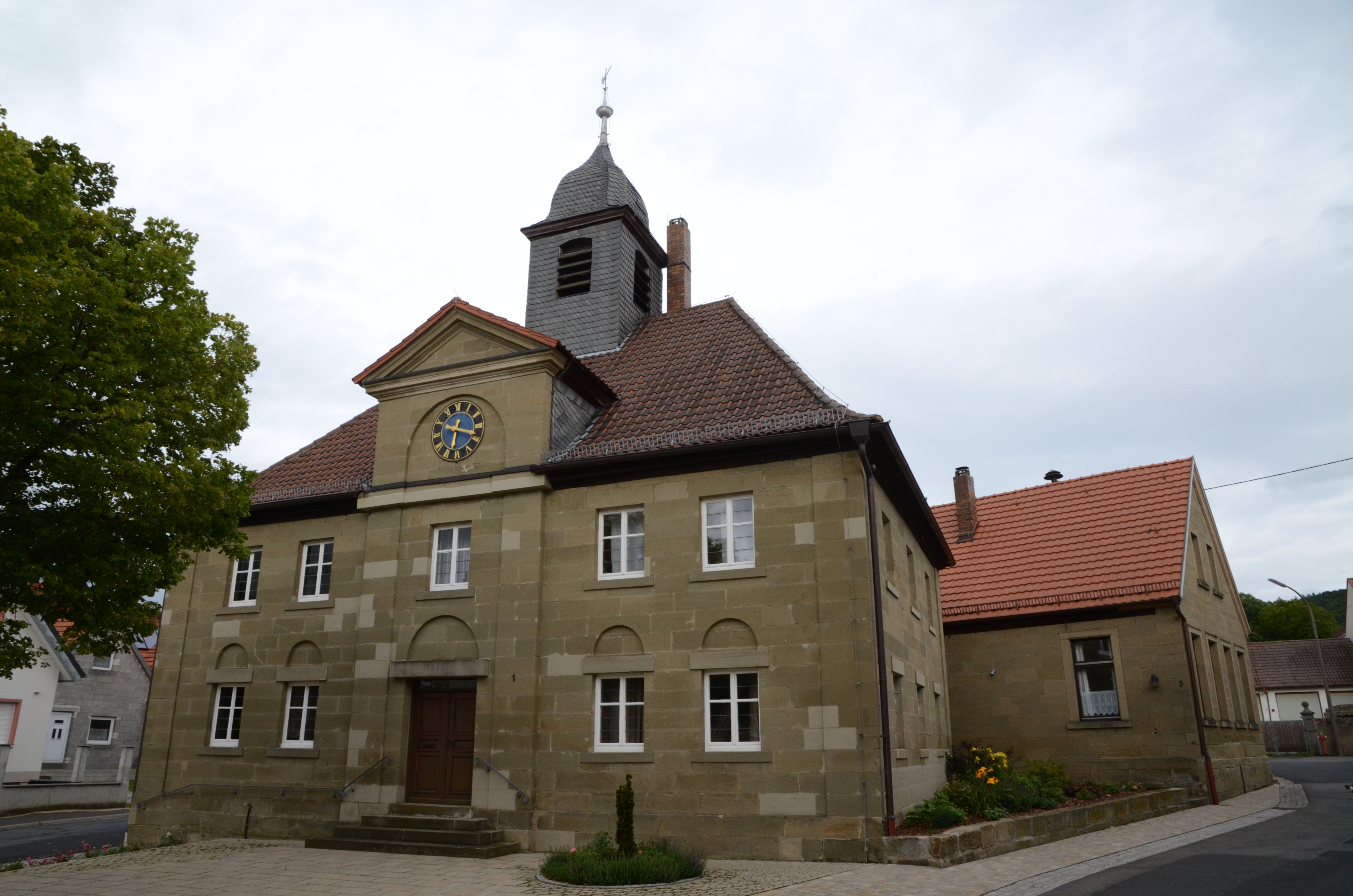
Die ehemalige Dorfschule und heutige Kirche

### Baudenkmäler
Zu Beginn des 19. Jahrhunderts entstand in Greuth die Dorfschule mit einem Dachreiter. Heute wird das Gebäude als Gemeindehaus der evangelischen Kirche verwendet. Im Betsaal im linken Teil des Hauses steht ein einfacher, neoklassizistischer Kanzelaltar. → siehe auch: Evangelische Kirche (Greuth)
Aufgrund der Geschichte als Rodungsdorf beherrschen in Greuth einfache Bauernhäuser des 18. und 19. Jahrhunderts das Ortsbild. Viele eingeschossige Wohnstallhäuser haben sich entlang der Hauptstraße erhalten. Besondere Bedeutung für die Wirtschaftsgeschichte des Dorfes besitzt das zweigeschossige Anwesen in der Hauptstraße 13. Es entstand als Weinhandlung im Jahr 1862. Ein Winzerbetrieb besteht im Haus Hauptstraße 15 seit den 1950er Jahren. Seit 1976 ist die einzige Gastwirtschaft geschlossen. Es handelte sich um das im 18. Jahrhundert erbaute Gasthaus Zum Ross.

### Sagen

#### Der Goldbrunnen
Am Weg nach Rüdenhausen liegt in der Gemarkung von Greuth der sogenannte Goldbrunnen. Es handelt sich um eine Quelle, die mit einem alten Gemäuer überwölbt ist. Hier soll das Fräla umgehen und die kleinen Kinder in die Quelle ziehen. Mit dem Fräla, sonst auch der Name der Großmutter im ostfränkischen Dialekt, wird  eine sagenhafte Alte bezeichnet. Sie soll den werdenden Müttern auch die Kinder gebracht haben.

#### Die Gespenster am Gründleinsloch
Ähnlich wie im nahen Castell existiert auch in Greuth eine Sage, die mit dem sogenannten Quellsee oder Gründleinsloch zusammenhängt. Sie geht davon aus, dass das Loch keinen Grund besitzt und bis in die Hölle reicht. Ein Bewohner von Greuth ging eines Nachts am Gründleinsloch vorbei. Er hatte den Tag im nahen Castell verbracht und sich erst spät auf den Heimweg begeben. Am Quellsee erschrak er, da er mehrere Gespenster mit seltsamen Gebärden um die Quelle tanzen sah. 
Als die Geister den Wanderer erblickten, begannen sie laut zu schreien. Eines der Gespenster löste sich aus der tanzenden Menge und kam auf den Wanderer zu. Als dieser erkannte, dass das Gespenst eine brennende Fackel in den Händen trug, begann er wegzurennen. Der Geist verfolgte ihn unter schaurigem Geschrei. Als der Mann, zitternd vor Furcht, den Dorfrand von Greuth erreicht hatte, war der nächtliche Spuk plötzlich vorbei.

#### Die Katze am Kreuzweg
Eine Frau hatte sich, um Besorgungen zu machen, zu lange im nahegelegenen Abtswind aufgehalten. Auf dem Weg nach Hause war es bereits dunkel geworden. Als sie den sogenannten Kreuzweg erreichte, erschrak sie, als eine große Katze auf ihren Rücken gesprungen war. Das schwere Tier ließ sich nicht abschütteln und so musste sie den ganzen Weg mit der Katze auf dem Rücken zurücklegen. Als die Frau die Dorfgrenze erreichte, war das Tier plötzlich verschwunden.

## Weinbau
Greuth ist heute Weinbauort im Anbaugebiet Franken. Eine Weinlage existiert um das Dorf, der Wein wird seit den 1970er Jahren unter dem Namen Greuther Bastel vermarktet, der wohl auf die Kurzform von Sebastian verweist. Greuth ist Teil des Bereichs Schwanberger Land, bis 2017 waren die Winzer im Bereich Steigerwald zusammengefasst. Die Gipskeuperböden um Greuth eignen sich ebenso für den Anbau von Wein, wie die Lage in der Maingauklimazone, die zu den wärmsten Deutschlands gehört. 
Bereits seit dem Frühmittelalter betreiben die Menschen um Greuth Weinbau. Die fränkischen Siedler brachten wohl im 7. Jahrhundert die Rebe mit an den Main. Im Mittelalter gehörte die Region zum größten zusammenhängenden Weinbaugebiet im Heiligen Römischen Reich. Die Menschen betrieben zumeist Nebenerwerbsweinbau zur Selbstversorgung, gleichzeitig bildeten sich bereits Exportzentren insbesondere entlang des Maines heraus.
Der Weinbau erlebte nach der Säkularisation zu Beginn des 19. Jahrhunderts einen umfassenden Niedergang. Vor allem klimatisch weniger begünstige Lagen gab man vollständig auf. Zusätzlich erschwerte das Aufkommen von Schädlingen wie der Reblaus den Anbau. Konsolidieren konnte sich die Weinbauregion Franken erst wieder in der zweiten Hälfte des 20. Jahrhunderts. Der Einsatz von Düngern und verbesserte Anbaumethoden hatten dazu ebenso beigetragen wie die Organisation in Genossenschaften und die Flurbereinigung der 1970er Jahre. In Greuth konnte sich im September neben der Kirchweih auch ein kleines Weinfest etablieren.
| Weinlage | Größe 1993 | Größe 2019 | Himmelsrichtung | Hangneigung | Hauptrebsorten           | Großlage          |
| -------- | ---------- | ---------- | --------------- | ----------- | ------------------------ | ----------------- |
| Bastel   | 15 ha      | 17 ha      | Süden           | 15–25 %     | Müller-Thurgau, Silvaner | Abtswinder Schild |

## Persönlichkeiten
- Wolfgang Brügel (1883–1945), Politiker (DNVP), Mitglied des bayerischen Landtags
- Carolin Meyer (* 1995), Fränkische Weinkönigin 2019/2021